# Giuseppe Cosenza
Pour les articles homonymes, voir Cosenza (homonymie).
Giuseppe Cosenza (né le 20 février 1788 à Naples et mort le 30 mars 1863 à Capoue) est un cardinal italien du XIXe siècle.

## Biographie
Giuseppe Cosenza est professeur au lycée de Naples.  Il est élu évêque d'Andria  en 1832 et promu à l'archidiocèse de Capoue en 1850. Cosenza est créé cardinal par le pape Pie IX lors du consistoire du 30 septembre 1850.

## Succession apostolique
Giuseppe Cosenza a ordonné les évêques suivants :
- Cardinal Francesco Saverio Apuzzo (1854)
- Évêque Carlo Vittore Papardo (it), C.R. (1858)